# 热诺利耶
热诺利耶（法語：Genolier）是瑞士联邦西部法语区的沃州下设的一个镇。在行政上属于尼永区管辖。热诺利耶的总面积为4.87平方公里。截至2010年底，总人口为1,781。

## 地理
东以瑟里讷河为界。